# Змај Р-1
Zmaj R-1 (серб. Змај Р-1) — Прототип двухмоторного югославского бомбардировщика-разведчика. Разработанный авиационным заводом Zmaj в 1930-х годах. Самолёт представлял собой цельнометаллическую конструкцию с низкорасположенным крылом и двухкилевым оперением.

## Проектирование и разработка
В 1936 году на заводе Zmaj Душан Станков, технический директор завода, инициировал проектирование и постройку бомбардировщика-разведчика. После испытаний в аэродинамической трубе в Варшаве и принятия проекта ВВС Югославии, он получил обозначение Zmaj R-1. Команда конструкторов присоединилась к инженеру Джорджу Дучичу. Вместе они завершили создание прототипа до начала крупной забастовки работников аэрокосмической отрасли в апреле 1940 года, а окончательная сборка состоялась в военной части аэропорта в Земуне.
Первый полёт Zmaj R-1 состоялся 24 апреля 1940 года. Его пилотировал лейтенант запаса Джура Э. Джакович, пилот авиакомпании Aeroput. Первоначальные испытания оправдали все ожидания с точки зрения аэродинамических характеристик и лётно-технических характеристик. К сожалению, во время третьего полёта возникла неисправность шасси, из-за чего пилот был вынужден совершить аварийную посадку, что привело к повреждению воздушных винтов и двигателей.
Запчасти для винта и шасси поставлялись из Германии и Франции, что значительно задержало ремонт. Самолёт был перестроен и в конце марта 1941 года было решение возобновить испытания, но в начале апреля бомбардировкой аэропорта Земуна прототип Zmaj R-1 был повреждён.
В конце июня 1941 года немцы захватили самолёт и после осмотра был вынесен вердикт: самолёт восстановлению не подлежит.
Прекращения испытаний поставило крест на планах оснащения Королевских ВВС Югославии исключительно самолётом Zmaj R-1.

## Описание конструкции
Zmaj R-1 представляет собой двухмоторный среднемоторный моноплан, оснащённый двумя 14-цилиндровыми радиально-поршневыми двигателями Hispano-Suiza 14AB мощностью 740 л. с. (552 КВт.). Фюзеляж и крылья были деревянными, обшитые фанерой. Шасси состояло из трёх колёс. Два колеса установлены на убирающихся стойках. Третье находилось в хвостовой части фюзеляжа. Самолёт предполагал две версии.
- Бомбардировщик — вооружён двумя 20-мм пушками Oerlikon и четырьмя 7,9-мм пулемётами и бомбами в бомбоотсеке, находящийся в средней части фюзеляжа;
- Самолёт-разведчик — оснащён камерами, дополнительными топливными баками вместо оружия и бомб. Также имелось место для трёх членов экипажа. Таким образом, Zmaj R-1 представлял собой интересное инженерное решение для своего времени, хотя и не был реализован в серийном производстве.

## Характеристики

#### Основные характеристики
- Экипаж: 3-4 чел.;
- Длина: 12,78 м.;
- Размах крыльев: 14,40 м.;
- Высота: 2,50 м.;
- Масса: 2600 кг.;
- Взлётная масса: 5094 кг.;
- Максимальная взлётная масса: 5 664 кг.;
- Силовая установка: 2 × 14-цилиндровые радиально-поршневые двигатели Hispano-Suiza 14AB с воздушным охлаждением, мощностью 740 л. с. (552 КВт.).

#### Лётные характеристики
- Максимальная скорость: 450 км/ч;
- Дальность полёта: 1000 км.;
- Максимальная высота полёта: 10 000 м.;
- Скороподъёмность: 5,55 м.

#### Вооружение
- Орудия: 2 × 20-мм пушки Oerlikon;
- Пулемёты: 4 × 7,9-мм пулемёта.